# Cúp Nhà vua Thái Lan 2022
Cúp Nhà vua Thái Lan 2022 (tiếng Anh: 2022 Annual King's Cup Football Tournament, 2022 King's Cup, tiếng Thái: ฟุตบอลชิงถ้วยพระราชทานคิงส์คัพ 2022) hay còn gọi là King's Cup 2022, là giải đấu giao hữu Cúp Nhà vua Thái Lan lần thứ 48 được tổ chức bởi Hiệp hội bóng đá Thái Lan (FAT). Giải đấu được tổ chức ở tỉnh Chiang Mai, Thái Lan, diễn ra từ ngày 22 đến ngày 25 tháng 9 năm 2022. Hai trận bán kết diễn ra vào ngày 22 tháng 9, hai đội giành chiến thắng hai trận bán kết tham dự trận chung kết vào ngày 25 tháng 9. Hai đội còn lại bước vào trận tranh hạng ba vào cùng ngày diễn ra trận chung kết.
Thái Lan là chủ nhà của giải đấu. 3 đội tuyển ngoài đội tuyển của nước chủ nhà tham gia giải đấu lần này là: Malaysia, Tajikistan và Trinidad và Tobago.
Nhà đương kim vô địch là Curaçao không tham dự.
Tajikistan đã có lần đầu tiên vô địch giải đấu khi đánh bại Malaysia trong loạt sút luân lưu với tỷ số 3–0 sau khi hòa 0–0 trong hai hiệp thi đấu chính thức.

## Các đội tham dự
Dưới đây là danh sách các đội tham gia giải đấu.
| Đội tuyển          | Hiệp hội | Liên đoàn khu vực | Liên đoàn châu lục | Xếp hạng FIFA1 | Thành tích tốt nhất                  |
| ------------------ | -------- | ----------------- | ------------------ | -------------- | ------------------------------------ |
| Thái Lan (chủ nhà) | FAT      | AFF               | AFC                | 111            | Vô địch (15 lần; lần gần nhất: 2017) |
| Malaysia           | FAM      | AFF               | AFC                | 148            | Vô địch (1972, 1976, 1977, 1978)     |
| Tajikistan         | FFT      | CAFA              | AFC                | 109            | Lần đầu tham dự                      |
| Trinidad và Tobago | TTFA     | CFU               | CONCACAF           | 101            | Lần đầu tham dự                      |

- 1 Dựa trên bảng xếp hạng FIFA ngày 25 tháng 8 năm 2022.[2]

## Bốc thăm
Lễ bốc thăm King's Cup 2022 được diễn ra vào ngày 12 tháng 9 năm 2022.
Đội chủ nhà Thái Lan sẽ chạm trán Malaysia ở bán kết, trong khi đó Trinidad và Tobago sẽ gặp đội tuyển Tajikistan.

## Địa điểm
Tất cả các trận đấu sẽ diễn ra ở sân vận động kỷ niệm 700 năm, tỉnh Chiang Mai, Thái Lan.
| Chiang Mai                                    | Chiang Mai |
| --------------------------------------------- | ---------- |
| Sân vận động kỷ niệm 700 năm                  | Chiang Mai |
| 18°47′43″B 98°59′55″Đ / 18,79528°B 98,99861°Đ | Chiang Mai |
| Sức chứa: 17.909                              | Chiang Mai |
|                                               | Chiang Mai |

## Sơ đồ
|  | Bán kết                 | Bán kết  |                         |       | Chung kết | Chung kết |
|  |                         |          |                         |       |           |           |
|  | 22 tháng 9 – Chiang Mai |          |                         |       |           |           |
|  |                         |          |                         |       |           |           |
|  | Trinidad và Tobago      | 1        |                         |       |           |           |
|  | Trinidad và Tobago      | 1        | 25 tháng 9 – Chiang Mai |       |           |           |
|  | Tajikistan              | 2        |                         |       |           |           |
|  | Tajikistan              | 2        | Tajikistan (p)          | 0 (3) |           |           |
|  | 22 tháng 9 – Chiang Mai |          | Tajikistan (p)          | 0 (3) |           |           |
|  |                         | Malaysia | 0 (0)                   |       |           |           |
|  | Thái Lan                | Malaysia | 0 (0)                   | 1 (3) |           |           |
|  | Thái Lan                |          |                         | 1 (3) |           |           |
|  | Malaysia (p)            | 1 (5)    |                         |       |           |           |
|  | Malaysia (p)            | 1 (5)    | Tranh hạng ba           |       |           |           |
|  |                         |          |                         |       |           |           |
|  | 25 tháng 9 – Chiang Mai |          |                         |       |           |           |
|  |                         |          |                         |       |           |           |
|  | Trinidad và Tobago      | 1        |                         |       |           |           |
|  | Trinidad và Tobago      | 1        |                         |       |           |           |
|  | Thái Lan                | 2        |                         |       |           |           |

## Các trận đấu
- Tất cả các thời gian theo giờ địa phương, ICT (UTC+7).
- Loạt sút luân lưu được sử dụng để quyết định đội thắng nếu hoà sau 90 phút.
- Tối đa 5 sự thay đổi cầu thủ.

### Bán kết
| Trinidad và Tobago | 1–2      | Tajikistan                      |
| ------------------ | -------- | ------------------------------- |
| - J. García 27'    | Chi tiết | - Rakhimov 47' - Panjshanbe 75' |

| Thái Lan                                     | 1–1      | Malaysia                                         |
| -------------------------------------------- | -------- | ------------------------------------------------ |
| - Pansa 90+5'                                | Chi tiết | - Corbin-Ong 32'                                 |
| Loạt sút luân lưu                            |          |                                                  |
| - Pathompol - Suphanat - Kritsada - Supachok | 3–5      | - Cools - Syafiq - Davies - Lambert - Corbin-Ong |

### Tranh hạng ba
| Trinidad và Tobago    | 1–2      | Thái Lan                        |
| --------------------- | -------- | ------------------------------- |
| - Kritsada 61' (l.n.) | Chi tiết | - Channarong 21' - Supachok 72' |

### Chung kết
| Tajikistan                               | 0–0      | Malaysia                 |
| ---------------------------------------- | -------- | ------------------------ |
|                                          | Chi tiết |                          |
| Loạt sút luân lưu                        |          |                          |
| - Nazarov - Khanonov - Tursunov - Soirov | 3–0      | - Cools - Nazmi - Safawi |

## Thống kê

### Vô địch
| Cúp Nhà vua Thái Lan 2022 |
| ------------------------- |
| Tajikistan Lần thứ nhất   |

### Cầu thủ ghi bàn
Đã có 8 bàn thắng ghi được trong 4 trận đấu, trung bình 2 bàn thắng mỗi trận đấu.
1 bàn thắng
- La'Vere Corbin-Ong
- Mukhammadzhon Rakhimov
- Ehson Panjshanbe
- Pansa Hemviboon
- Channarong Promsrikaew
- Supachok Sarachat
- Judah García

1 bàn phản lưới nhà
- Kritsada Kaman (trong trận gặp Trinidad và Tobago)